# Puente Fair Oaks

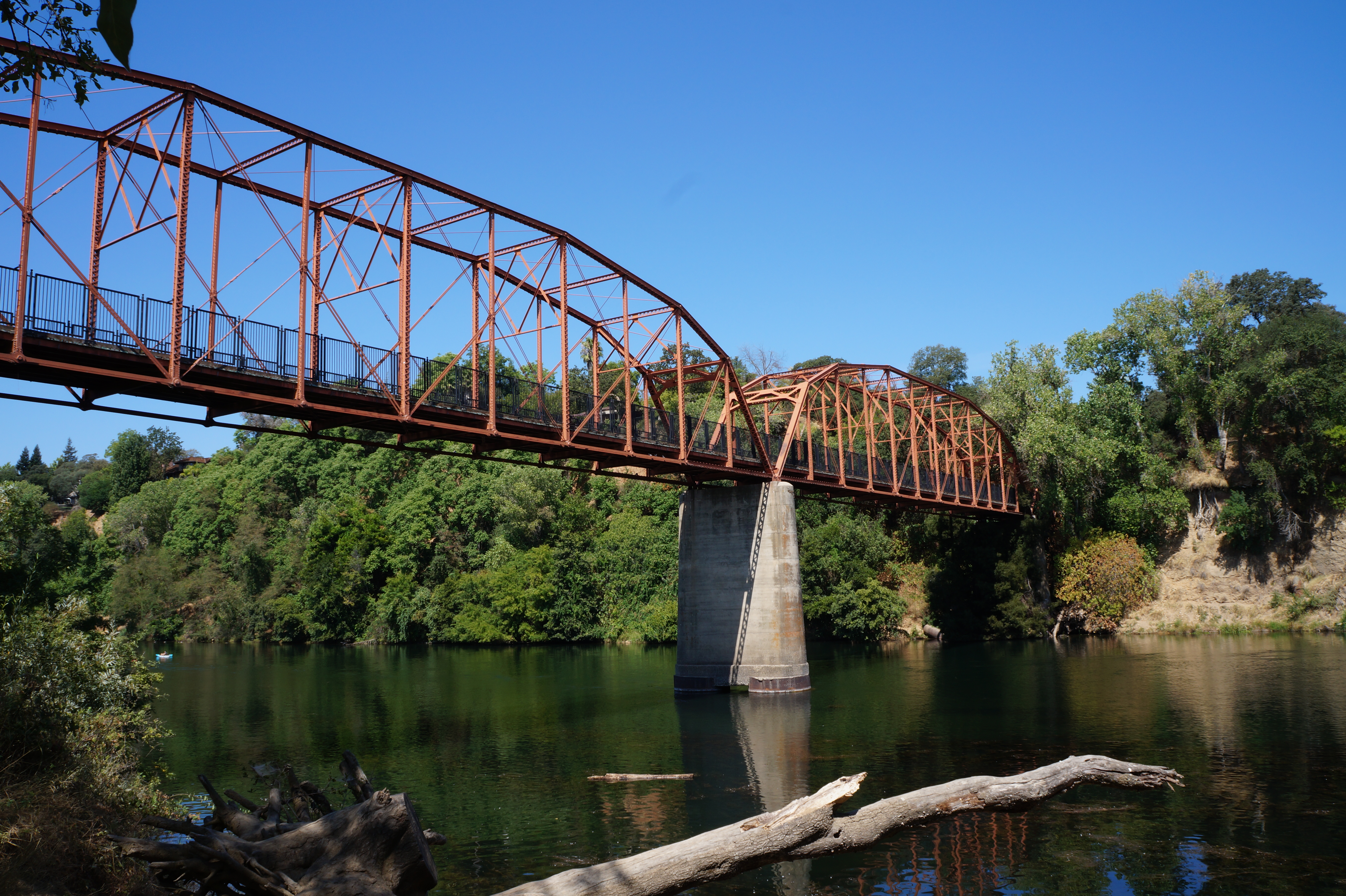
Puente de Fair Oaks

El puente Fair Oaks es un puente de celosía sobre las orillas inferiores del río de los Americanos, que conecta Fair Oaks con la región metropolitana de Sacramento, California. El puente actual, construido en 1907-1909 con un coste de 63.000 dólares es el tercer puente construido en esta ubicación.
El primer puente, que se inauguró en 1901, ayudó a transformar la pequeña comunidad semirrural en una potencia agrícola de principios de siglo. El puente actual, construido en 1907-1909, ayudó a transformar la colonia de cítricos en una de las principales comunidades dormitorio de Sacramento en la década de 1940. Ahora es un puente peatonal y un puente solo para bicicletas.

## Historia

### Antecedentes delsigloXIX
El general de brigada Charles Henry Howard y James W. Wilson de la Howard-Wilson Publishing Company de Chicago adquirieron los derechos para vender tierras del senador de California Frederick K. Cox y el empresario Crawford W. Clarke en 1895. La Howard-Wilson Company hizo inspeccionar la tierra y mapeó y comenzó a promover Fair Oaks como una de sus Colonias Sunset. The Howard-Wilson Company anunció Fair Oaks como una colonia de cítricos innovadora y en crecimiento después de heladas destructivas en el sur de California y Florida y una depresión nacional que golpeó en 1893. Muchos de los compradores eran profesionales y otros amigos de los inversores. Por lo tanto, la comunidad de Fair Oaks se compuso inicialmente en su mayoría de hombres de negocios y otros profesionales, incluidos banqueros e ingenieros.
Trescientos colonos permanentes residían en Fair Oaks en 1897 y compraron tierras en lotes de 5, 10 y 20 acres (8,1 ha) a un promedio de 30 dólares por acre. Estos pioneros planearon mantenerse plantando y cultivando huertos frutales, aunque la mayoría de ellos tenía poca experiencia en la agricultura. Las promesas de la construcción de un puente sobre el río American para transportar mejor la fruta de la nueva colonia a los mercados en auge en Sacramento y más allá sostuvieron aún más esta esperanza. Al año siguiente, sin embargo, la inversión comenzó a disminuir y la Compañía Howard-Wilson se retiró de la colonia y con ella se fueron las promesas incumplidas de un puente sobre el río American y de servicio de ferrocarril desde Sacramento.
Los empresarios de Chicago y Sacramento que habían hecho una inversión (tierra o fruta) en la colonia recién nacida y Orangevale formaron el Chicago-Fair Oaks Club en 1899. Algunos empresarios locales, incluido Valentine S. McClatchy (copropietario de Sacramento Bee), incorporaron la Fair Oaks Development Company en 1900. Estos impulsores proclamaron descaradamente a Fair Oaks como la corona del valle [de Sacramento], en el corazón de California. Juntos, en 1901, estos dos grupos convencieron a la Cámara de comercio del Condado de Sacramento, que los socios comerciales de McClatchy de Orangevale habían creado y presidían, para construir un puente sobre el río American en Fair Oaks y persuadieron a Southern Pacific Rail Road Company para que construyera un ramal de ferrocarril hasta el puente. En el verano de 1901 se construyeron el ramal y la estación de ferrocarril la cual se llamó Fair Oaks Bridge Depot. El impulso a la línea principal de Southern Pacific Railroad Co. ayudó a los agricultores de Fair Oaks y a las empresas fruteras a prosperar al permitir a los productores distribuir fruta fresca a un vasto mercado.